# Adlisberg
Der Adlisberg ist ein 701 m ü. M. hoher Hügel am Ostrand der Stadt Zürich in der Schweiz.

## Lage
Der mehrheitlich bewaldete Hügel liegt zwischen den Tälern von Zürichsee/Limmat und der Glatt und ist damit Teil des Pfannenstiel-Höhenzugs zwischen dem rechten Ufer des Zürichsees und dem linken Greifensee-Ufer. Nordwestlich geht der Adlisberg bei der Allmend Fluntern (600 m) in den Zürichberg (670 m) über. In südwestlicher Richtung schliessen sich jenseits von Witikon der Öschbrig (696 m), bei der Forch der Wassberg (748 m) und dann der eigentliche Pfannenstiel (853 m) an.
An den steileren Süd- und Westflanken des Adlisbergs ziehen sich die Zürcher Quartiere Hottingen, Hirslanden und Witikon zum Teil bis zur flachen, bewaldeten Kuppe hoch. Der obere Teil Hottingens an der Westseite des Hügels wird Dolder genannt und ist ein Villenquartier Zürichs. Auf einer Terrasse auf der Nordseite liegen der zur Stadt Zürich gehörende Weiler Tobelhof, das Dorf Gockhausen und der benachbarte Weiler Geeren. Letztere gehören zur Stadt Dübendorf, die am nordwestlichen Fusse des Adlisberges im Glatttal liegt. Die Flanken des Hügels sind von mehreren tiefen Tobel – darunter diejenigen von Hornbach und Wolfbach – zerschnitten.

## Naherholungsgebiet

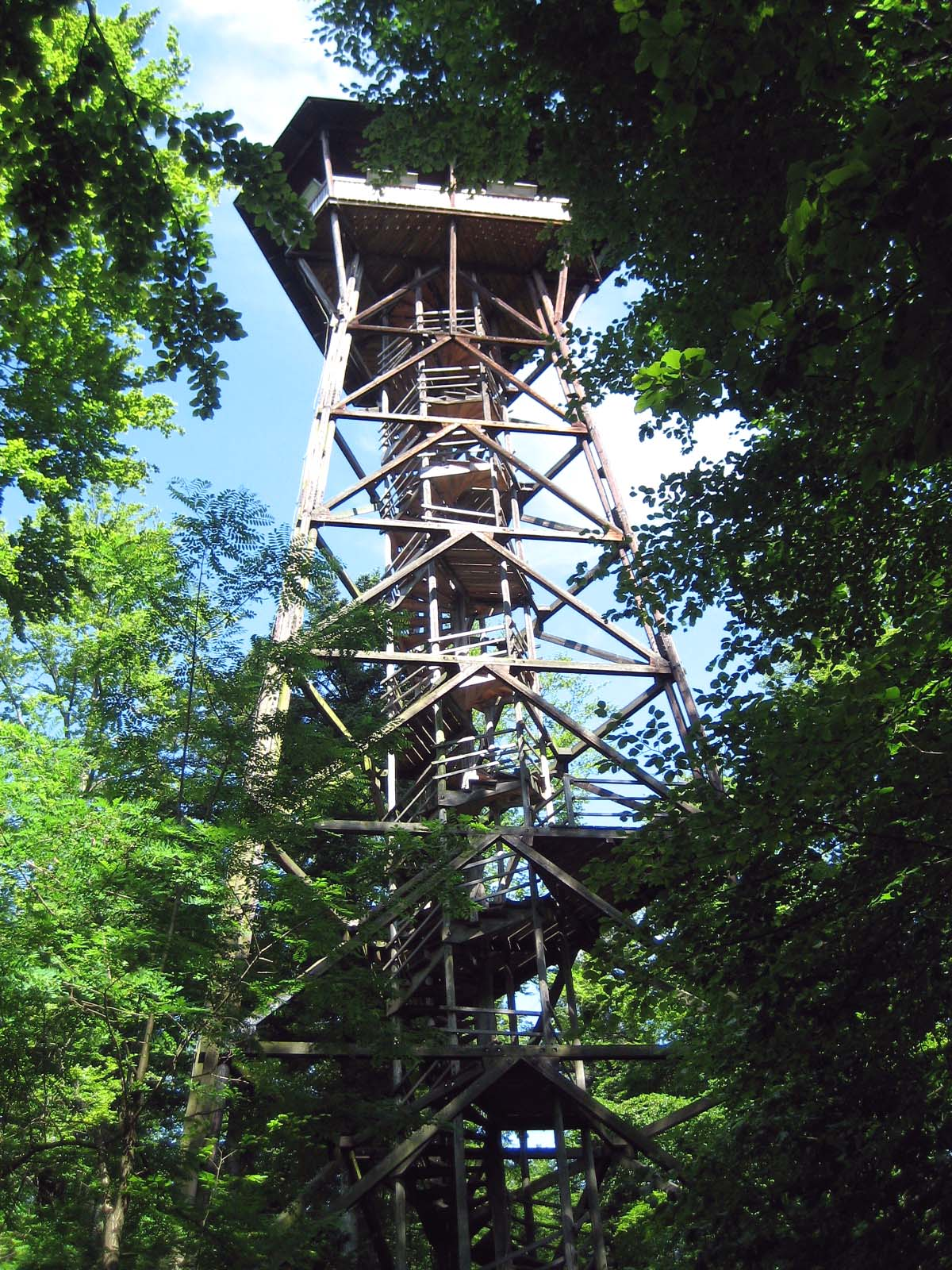
Loorenkopfturm

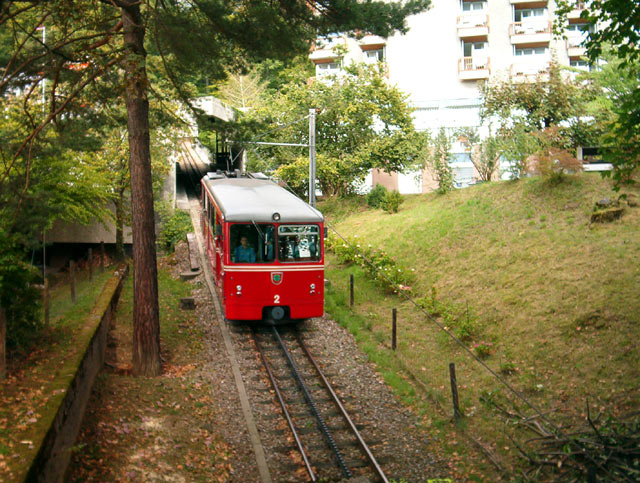
Dolderbahn

Der Adlisberg ist mit seinem weitläufigen Wald ein wichtiges Naherholungsgebiet. Einige Restaurants stehen Ausflüglern zur Verfügung. Am östlichen Rand der Kuppe steht auf dem Loorenkopf (690 Meter über Meer) ein 33 Meter hoher Aussichtsturm, der ein Panorama über Zürichsee und ins Glatttal bietet. Im Stöckentobel steht ein steinerner Elefant im Bach. Beim Grand Hotel Dolder wurde ein kleiner Golfplatz angelegt, etwas weiter oben gibt es ein Wellenbad, eine Minigolf-Anlage, eine Driving Range und die Dolder-Kunsteisbahn, die 1930 erbaut wurde und als grösste offene Kunsteisbahn Europas gilt. Im Sommer findet auf dieser Anlage das Musikfestival Live at Sunset statt. Rund um den Hügel sind zahlreiche Tennis-Clubs zu finden.
Gleichzeitig ist der Adlisberg auch vom Verkehr geprägt. Die Dolderbahn, eine Zahnradbahn, ermöglicht einen schnellen Aufstieg aus der Stadt. Die stark befahrene Tobelhofstrasse verbindet Zürich mit Gockhausen und Dübendorf, eine weitere Witikon mit dem Zoo und Fluntern. Zudem wird der Adlisberg vom beinahe fünf Kilometer langen Zürichbergtunnel der S-Bahn Zürich durchquert.

## Geschichte
Um 1130 wurde am Osthang die Burg Dübelstein errichtet, der Sitz der Herren von Dübendorf. Sie brannte 1611 ab. Der Grossteil des Waldes gehörte aber dem Kloster am Zürichberg, nach der Reformation der Stadt Zürich sowie den Gemeinden Hottingen und Fluntern. In den Jahren 1897 bis 1899 wurde im Dolder das Grand Hotel erbaut, das heute das ganze Quartier prägt. 
Anfangs der 1970er Jahre verfolgte die Stadt Zürich die Idee, auf dem Adlisberg eine Waldstadt zu errichten. 45 Hektar Wald sollten gerodet werden, um eine lange Schlange von Wohntürmen mit Wohnungen für 100'000 Menschen zu errichten. Die aneinandergereihten, zum Teil bis 100 Meter hohen Wohnblocks sollten sich auf mehr als zwei Kilometern rund um den Berg entlang des Randes der Hügelkuppe entlangziehen. Die Rodung wurde vom Kanton nicht genehmigt.